# Europees kampioenschap voetbal onder 21 - 1996
Aan het Europees kampioenschap voetbal onder 21 van 1996 (kortweg EK voetbal -21) deden 44 teams mee. Het toernooi werd inclusief de kwalificatiewedstrijden tussen 1994 en 1996 gehouden. De eindronde, die de halve finales, de verliezersfinale en de finale omvatte, werd gespeeld in Spanje, bij die wedstrijden waren er geen dubbele confrontaties meer. De kwartfinales waren niet op locatie, daar werd een dubbele wedstrijd (thuis en uit) gespeeld. De winnaar van het toernooi was Italië, voor de derde keer op rij.
Deze editie deden er twaalf teams meer mee dan vorig jaar, dat kwam vooral doordat landen die voorheen onder de Sovjet-Unie of Joegoslavië vielen, nu voor het eerst meededen. Ook was vanaf nu Tsjecho-Slowakije opgesplitst. De nieuwe deelnemers waren:
| Voormalig Sovjet-Unie - Armenië - Azerbeidzjan - Estland - Georgië - Letland - Litouwen - Moldavië - Oekraïne - Wit-Rusland | Voormalig Joegoslavië - Kroatië - Macedonië - Slovenië Voormalig Tsjecho-Slowakije - Tsjechië - Slowakije |

Bij deze editie was er ook de mogelijkheid tot plaatsing voor de Olympische Spelen van 1996 in Atlanta. De vier halvefinalisten mochten aan de Spelen meedoen, net als de beste kwartfinalist van het toernooi.
Wegens politieke redenen mocht Joegoslavië, net als bij de vorige editie, niet meedoen. De 44 teams werden verdeeld in vier groepen van vijf en vier van zes. De acht groepswinnaars stroomden door naar de kwartfinales.

## Kwalificatiegroepen
| Groep 1 | Groep 1      | Wed | W | G | V | DV | DT | Ptn |
| ------- | ------------ | --- | - | - | - | -- | -- | --- |
| 1       | Frankrijk    | 10  | 6 | 3 | 1 | 25 | 3  | 21  |
| 2       | Polen        | 10  | 5 | 2 | 3 | 18 | 18 | 17  |
| 3       | Roemenië     | 10  | 4 | 4 | 2 | 17 | 10 | 16  |
| 4       | Slowakije    | 10  | 4 | 2 | 4 | 11 | 10 | 14  |
| 5       | Israël       | 10  | 3 | 3 | 4 | 12 | 11 | 12  |
| 6       | Azerbeidzjan | 10  | 1 | 0 | 9 | 5  | 36 | 3   |

| - Israël 2-2 Poland - Roemenië 5-2 Azerbeidzjan - Slowakije 0-3 Frankrijk - Frankrijk 0-0 Roemenië - Israël 2-0 Slowakije - Poland 5-0 Azerbeidzjan - Roemenië 0-0 Slowakije - Poland 0-4 Frankrijk - Azerbeidzjan 1-2 Israël - Israël 0-1 Roemenië - Azerbeidzjan 0-5 Frankrijk - Israël 1-1 Frankrijk - Roemenië 1-2 Poland - Slowakije 3-0 Azerbeidzjan - Poland 1-0 Israël | - Azerbeidzjan 0-5 Roemenië - Frankrijk 0-1 Slowakije - Poland 1-0 Slowakije - Roemenië 1-0 Israël - Azerbeidzjan 1-0 Slowakije - Frankrijk 4-1 Poland - Poland 3-3 Roemenië - Slowakije 1-1 Israël - Frankrijk 5-0 Azerbeidzjan - Israël 4-0 Azerbeidzjan - Slowakije 3-1 Poland - Roemenië 0-0 Frankrijk - Azerbeidzjan 1-2 Poland - Slowakije 3-1 Roemenië - Frankrijk 3-0 Israël |

| Groep 2 | Groep 2    | Wed | W | G | V | DV | DT | Ptn |
| ------- | ---------- | --- | - | - | - | -- | -- | --- |
| 1       | Spanje     | 10  | 7 | 2 | 1 | 27 | 10 | 23  |
| 2       | België     | 10  | 5 | 4 | 1 | 26 | 10 | 19  |
| 3       | Denemarken | 10  | 6 | 1 | 3 | 31 | 15 | 19  |
| 4       | Macedonië  | 10  | 4 | 0 | 6 | 16 | 27 | 12  |
| 5       | Cyprus     | 10  | 3 | 1 | 6 | 10 | 25 | 10  |
| 6       | Armenië    | 10  | 1 | 0 | 9 | 8  | 31 | 3   |

| - België 7-0 Armenië - Cyprus 0-6 Spanje - Macedonië 5-3 Denemarken - Armenië 1-2 Cyprus - Denemarken 0-1 België - Macedonië 0-1 Spanje - België 7-0 Macedonië - Spanje 1-0 Denemarken - Cyprus 2-1 Armenië - België 3-3 Spanje - Macedonië 1-0 Cyprus - Spanje 1-1 België - Cyprus 1-5 Denemarken - België 1-0 Cyprus - Denemarken 5-2 Macedonië | - Armenië 0-3 Spanje - Armenië 2-0 Macedonië - Spanje 4-0 Armenië - Denemarken 4-0 Cyprus - Macedonië 3-0 België - Armenië 2-3 Denemarken - België 2-2 Denemarken - Macedonië 3-2 Armenië - Spanje 3-1 Cyprus - Armenië 0-3 België - Denemarken 5-1 Spanje - Cyprus 3-2 Macedonië - Denemarken 4-0 Armenië - Spanje 4-0 Macedonië - Cyprus 1-1 België |

| Groep 3 | Groep 3     | Wed | W | G | V | DV | DT | Ptn |
| ------- | ----------- | --- | - | - | - | -- | -- | --- |
| 1       | Hongarije   | 8   | 6 | 1 | 1 | 14 | 8  | 19  |
| 2       | Zweden      | 8   | 5 | 1 | 2 | 15 | 4  | 16  |
| 3       | Turkije     | 8   | 4 | 2 | 2 | 13 | 12 | 14  |
| 4       | Zwitserland | 8   | 2 | 1 | 5 | 9  | 16 | 7   |
| 5       | IJsland     | 8   | 0 | 1 | 7 | 7  | 18 | 1   |

| - Hongarije 2-1 Turkije - IJsland 0-1 Zweden - Zwitserland 0-5 Zweden - Turkije 3-0 IJsland - Zweden 0-1 Hongarije - Zwitserland 2-1 IJsland - Turkije 1-1 Zwitserland - Hongarije 1-0 Zwitserland - Turkije 0-0 Zweden - Hongarije 2-1 Zweden | - Zwitserland 0-2 Turkije - Zweden 1-0 IJsland - IJsland 1-1 Hongarije - IJsland 2-4 Zwitserland - Zweden 1-0 Zwitserland - Turkije 2-1 Hongarije - IJsland 2-3 Turkije - Zwitserland 2-3 Hongarije - Hongarije 3-1 IJsland - Zweden 6-1 Turkije |

| Groep 4 | Groep 4  | Wed | W | G | V  | DV | DT | Ptn |
| ------- | -------- | --- | - | - | -- | -- | -- | --- |
| 1       | Italië   | 10  | 6 | 3 | 1  | 22 | 8  | 21  |
| 2       | Oekraïne | 10  | 6 | 2 | 2  | 24 | 12 | 20  |
| 3       | Slovenië | 10  | 6 | 1 | 3  | 19 | 12 | 19  |
| 4       | Kroatië  | 10  | 5 | 2 | 3  | 13 | 12 | 17  |
| 5       | Litouwen | 10  | 2 | 2 | 6  | 14 | 16 | 8   |
| 6       | Estland  | 10  | 0 | 0 | 10 | 5  | 37 | 0   |

| - Estland 1-2 Kroatië - Oekraïne 3-2 Litouwen - Slovenië 1-1 Italië - Estland 1-4 Italië - Kroatië 2-0 Litouwen - Oekraïne 1-0 Slovenië - Oekraïne 3-0 Estland - Slovenië 3-0 Litouwen - Italië 2-1 Kroatië - Italië 7-0 Estland - Kroatië 1-0 Oekraïne - Litouwen 0-1 Kroatië - Slovenië 5-0 Estland - Oekraïne 2-1 Italië - Kroatië 0-2 Slovenië | - Estland 2-5 Oekraïne - Litouwen 0-2 Italië - Litouwen 1-2 Slovenië - Estland 1-2 Slovenië - Oekraïne 1-1 Kroatië - Estland 0-5 Litouwen - Kroatië 1-0 Estland - Litouwen 3-3 Oekraïne - Italië 1-0 Slovenië - Kroatië 2-2 Italië - Litouwen 3-0 Estland - Slovenië 0-5 Oekraïne - Italië 2-1 Oekraïne - Slovenië 4-2 Kroatië - Italië 0-0 Litouwen |

| Groep 5 | Groep 5     | Wed | W | G | V | DV | DT | Ptn |
| ------- | ----------- | --- | - | - | - | -- | -- | --- |
| 1       | Tsjechië    | 10  | 7 | 2 | 1 | 33 | 9  | 23  |
| 2       | Noorwegen   | 10  | 7 | 0 | 3 | 32 | 13 | 21  |
| 3       | Nederland   | 10  | 6 | 2 | 2 | 23 | 9  | 20  |
| 4       | Wit-Rusland | 10  | 5 | 1 | 4 | 20 | 16 | 16  |
| 5       | Malta       | 10  | 1 | 2 | 7 | 4  | 25 | 5   |
| 6       | Luxemburg   | 10  | 0 | 1 | 9 | 0  | 40 | 1   |

| - Tsjechië 1-0 Malta - Luxemburg 0-4 Nederland - Noorwegen 4-0 Wit-Rusland - Malta 0-7 Tsjechië - Noorwegen 1-0 Nederland - Wit-Rusland 3-0 Luxemburg - Nederland 2-2 Tsjechië - Malta 2-3 Noorwegen - Nederland 3-0 Luxemburg - Malta 1-0 Luxemburg - Luxemburg 0-8 Noorwegen - Nederland 4-0 Malta - Tsjechië 2-0 Wit-Rusland - Noorwegen 5-0 Luxemburg - Wit-Rusland 4-0 Malta | - Tsjechië 2-2 Nederland - Wit-Rusland 4-2 Noorwegen - Luxemburg 0-7 Tsjechië - Noorwegen 3-0 Malta - Wit-Rusland 3-1 Nederland - Noorwegen 3-4 Tsjechië - Luxemburg 0-0 Malta - Nederland 3-0 Wit-Rusland - Tsjechië 1-2 Noorwegen - Wit-Rusland 0-3 Tsjechië - Luxemburg 0-5 Wit-Rusland - Malta 0-2 Nederland - Malta 1-1 Wit-Rusland - Nederland 2-1 Noorwegen - Tsjechië 4-0 Luxemburg |

| Groep 6 | Groep 6    | Wed | W | G | V | DV | DT | Ptn |
| ------- | ---------- | --- | - | - | - | -- | -- | --- |
| 1       | Portugal   | 8   | 6 | 2 | 0 | 14 | 2  | 20  |
| 2       | Engeland   | 8   | 6 | 1 | 1 | 13 | 4  | 19  |
| 3       | Ierland    | 8   | 2 | 2 | 4 | 7  | 9  | 8   |
| 4       | Oostenrijk | 8   | 2 | 1 | 5 | 5  | 11 | 7   |
| 5       | Letland    | 8   | 0 | 2 | 6 | 1  | 14 | 2   |

| - Engeland 0-0 Portugal - Letland 1-1 Ierland - Letland 0-1 Portugal - Oostenrijk 1-3 Engeland - Portugal 2-0 Oostenrijk - Engeland 1-0 Ierland - Ierland 0-2 Engeland - Oostenrijk 0-0 Letland - Ierland 1-1 Portugal - Letland 0-1 Engeland | - Portugal 4-0 Letland - Engeland 4-0 Letland - Ierland 3-0 Oostenrijk - Letland 0-2 Oostenrijk - Portugal 2-0 Engeland - Oostenrijk 1-0 Ierland - Oostenrijk 0-1 Portugal - Ierland 1-0 Letland - Engeland 2-1 Oostenrijk - Portugal 3-1 Ierland |

| Groep 7 | Groep 7   | Wed | W | G | V | DV | DT | Ptn |
| ------- | --------- | --- | - | - | - | -- | -- | --- |
| 1       | Duitsland | 8   | 6 | 1 | 1 | 22 | 5  | 19  |
| 2       | Bulgarije | 8   | 5 | 2 | 1 | 11 | 10 | 17  |
| 3       | Wales     | 8   | 3 | 1 | 4 | 11 | 13 | 10  |
| 4       | Moldavië  | 8   | 2 | 2 | 4 | 5  | 11 | 10  |
| 5       | Georgië   | 8   | 1 | 0 | 7 | 7  | 17 | 3   |

| - Georgië 3-0 Moldavië - Bulgarije 1-0 Georgië - Moldavië 1-0 Wales - Bulgarije 2-0 Moldavië - Georgië 1-2 Wales - Wales 1-1 Bulgarije - Moldavië 1-1 Duitsland - Bulgarije 3-1 Wales - Georgië 0-2 Duitsland - Duitsland 1-0 Wales | - Moldavië 0-0 Bulgarije - Bulgarije 2-0 Duitsland - Wales 5-1 Georgië - Duitsland 3-0 Georgië - Wales 1-0 Moldavië - Duitsland 3-1 Moldavië - Wales 1-5 Duitsland - Georgië 1-2 Bulgarije - Duitsland 7-0 Bulgarije - Moldavië 2-1 Georgië |

| Groep 8 | Groep 8     | Wed | W | G | V | DV | DT | Ptn |
| ------- | ----------- | --- | - | - | - | -- | -- | --- |
| 1       | Schotland   | 8   | 7 | 0 | 1 | 16 | 4  | 21  |
| 2       | Finland     | 8   | 5 | 1 | 2 | 17 | 12 | 16  |
| 3       | Rusland     | 8   | 4 | 1 | 3 | 17 | 6  | 13  |
| 4       | Griekenland | 8   | 3 | 0 | 5 | 12 | 12 | 9   |
| 5       | San Marino  | 8   | 0 | 0 | 8 | 1  | 29 | 0   |

| - Finland 1-0 Schotland - Griekenland 3-4 Finland - Rusland 3-0 San Marino - Griekenland 4-0 San Marino - Schotland 2-1 Rusland - Finland 4-0 San Marino - Griekenland 1-2 Schotland - San Marino 0-6 Finland - Rusland 1-2 Schotland - Griekenland 0-1 Rusland | - San Marino 0-1 Schotland - San Marino 0-7 Rusland - Finland 1-0 Griekenland - Finland 1-1 Rusland - Schotland 3-0 Griekenland - San Marino 1-3 Griekenland - Schotland 5-0 Finland - Rusland 0-1 Griekenland - Schotland 1-0 San Marino - Rusland 3-0 Finland |

## Knock-outfase
Vanaf de halve finales werd het toernooi gespeeld in Spanje.
| Kwartfinales - Hongarije 2-1 Schotland - Schotland 3-1 Hongarije Schotland won in totaal met 4-3 - Duitsland 0-0 Frankrijk - Frankrijk 4-1 Duitsland Frankrijk won in totaal met 4-1 - Spanje 2-1 Tsjechië - Tsjechië 1-2 Spanje Spanje won in totaal met 4-2 - Portugal 1-0 Italië - Italië 2-0 Portugal Italië won in totaal met 4-2 | Halve finales - Schotland 1-2 Spanje in Barcelona Spanje ging naar de finale - Italië 1-0 Frankrijk in Barcelona Italië ging naar de finale | Verliezersfinale - Schotland 0-1 Frankrijk in Barcelona Frankrijk werd derde Schotland werd vierde | Finale - Italië 1-1 Spanje in Barcelona Italië met 5-4 na penalty's Italië werd kampioen Spanje werd tweede |

## Olympische kwalificatie
| Team      | Manier van kwalificatie                                           | Resultaat OS  |
| --------- | ----------------------------------------------------------------- | ------------- |
| Frankrijk | halvefinalist                                                     | kwartfinale   |
| Italië    | halvefinalist                                                     | 4e in groep   |
| Spanje    | halvefinalist                                                     | kwartfinale   |
| Hongarije | beste kwartfinalist                                               | 4e in groep   |
| Portugal  | vervangt als een na beste kwartfinalist, halvefinalist Schotland* | vierde plaats |

(* Schotland valt onder het  Verenigd Koninkrijk en kan zich niet kwalificeren